# Ligier EZ10
Ligier EZ10 är ett batteridrivet autonomt eldrivet fordon som är utformat och marknadsfört av Ligier. Fordonet har sex sittplatser, tre vid vardera änden. Ytterligare sex passagerare kan åka stående. Alternativt kan en rullstol tas med.